# بير فوسام
بير فوسام (بالنرويجية البوكمول: Per Fossum)‏ هو متزحلق جبال الألب نرويجي، ولد في 27 يوليو 1910 في كريستيانية في النرويج، وتوفي في 24 ديسمبر 2004 في أسكر في النرويج.

## وصلات خارجية
- بير فوسام على موقع الاتحاد الدولي للتزلج (التزلج على المنحدرات الثلجية) (الإنجليزية)
- بير فوسام على موقع الاتحاد الدولي للتزلج (التزلج النوردي المزدوج) (الإنجليزية)
- بير فوسام على موقع أوليمبيديا (الإنجليزية)